# Kingmahuis
Het Kingmahuis is een monumentaal pand aan het Vallaat in de Friese plaats Makkum.

## Geschiedenis

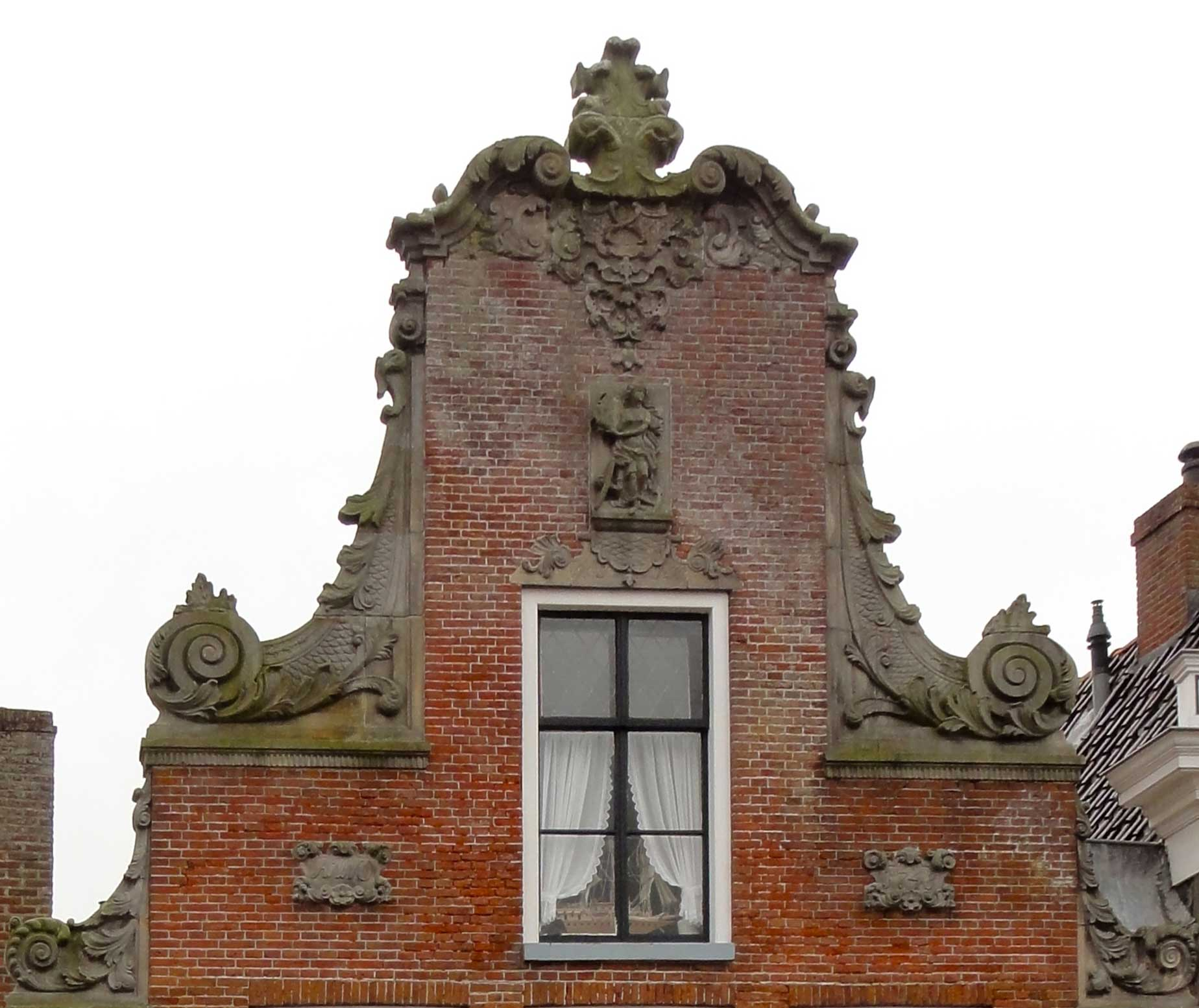
Geveltop van het pand met klauwstukken en jaartalcartouche

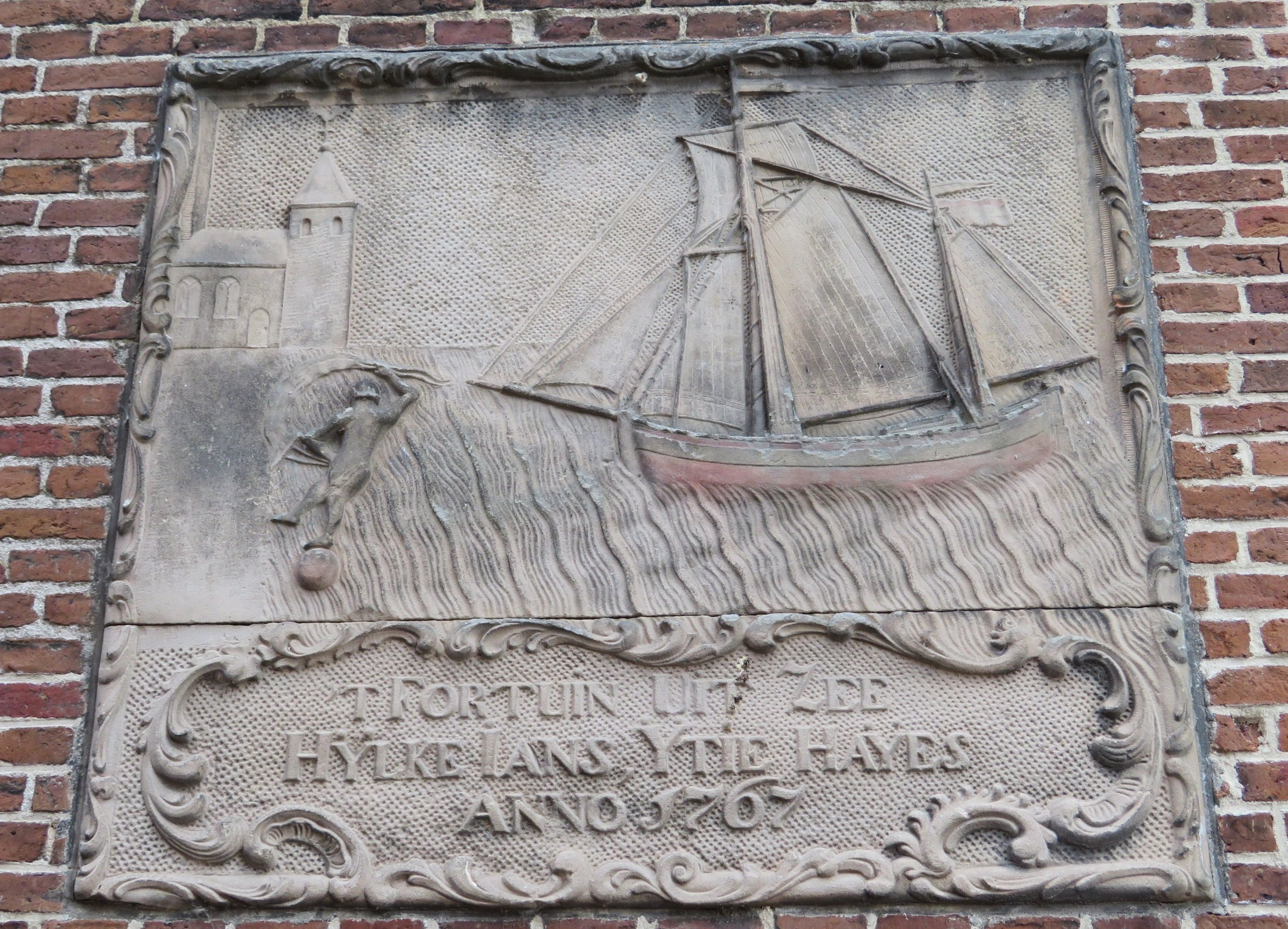
Gevelsteen in de Brouwerssteeg

Het pand aan de Vallaat 22 dateert volgens het jaartalcartouche uit 1748. De Makkumer schipper, reder, fabrikant en koopman Hylke Jans Kingma was de opdrachtgever voor de bouw.
Achter de gevel gaan waarschijnlijk nog delen van het uit de 17e eeuw daterende woonhuis schuil. De getrapte halsgevel heeft gebeeldhouwde natuurstenen klauwstukken in een Friese variant van de Lodewijk XIV-stijl (zie detailafbeelding). In de zijgevel in de Brouwerssteeg bevindt zich een gevelsteen met de afbeelding van vrouwe Fortuna op de wereldbol, een schip, kerk en de tekst: ’t Fortuin Uit Zee - Hylke Ians, Ytie Hayes - Anno 1767. Deze steen is afkomstig van het pakhuis ’t Fortuin uit zee aan de Krommesloot dat Hylke Jans Kingma bouwde als voorraadschuur en dezelfde naam gaf als de in 1764 door hem gebouwde oliemolen. Zowel het woonhuis als het pakhuis behoorde aan de familie Kingma. Op de zolder van het pand bevond zich een zeilmakerij. Restauraties vonden plaats in de jaren 1773, 1839 en in 1952 en 1953. In 1951 werd Kingma's Bank in het pand gevestigd. De familie Kingma bezat ook de naastgelegen panden op de nummers 20 en 18.
In een plafondbalk in de voorkamer is gegraveerd dat in deze kamer de Kingma’s Bank is opgericht. Deze bank is in 1982 samengegaan met ABN Bank. 
Samen met nummer 20 is dit pand erkend als rijksmonument. In 1986 kwam het Kingsmahuis aan de Vallaat 22 in het bezit van de Stichting Monumenten Makkum en fungeerde het als bestuurshuis van deze Stichting. In 2009 kwam het huis door schenking in het bezit van de Vereniging Hendrick de Keyser. Het huis werd door de Vereniging gerestaureerd en heeft weer een woonfunctie gekregen.